# Ван (језеро)
Језеро Ван (тур. Van Gölü, кур. Behra Wanê, јер. Վանա լիճ) највеће је језеро Турске. Налази се на крајњем истоку земље. Једно је од три велика језера историјске Јерменије, заједно са Језерима Севан и Урмија.То је слано језеро вулканског порекла, које има четири острва, а воде прима од бројних притока са околних планина. Има површину од 3.755 km² и налази се на 1.719 метара надморске висине. На источној обали језера се налази град Ван, главни град истоимене турске провинције. Ово ендореично језеро се налази близу границе са Ираном.
Језеро се формирало у плеистоцену када је лава из вулкана Немрут током праисторије блокирала отицање воде на исток. Неактивни вулкани се данас налазе источно и северно од језера. Воде језера Ван су богате солима, попут натријум-карбоната. Иако језеро Ван има надморску висину од 1.640 m (5.380 ft) у региону са оштрим зимама, његова велика сланост спречава да се његов већи део смрзне, те чак и плитки северни део ретко смрзава. У околини језера су воћњаци и житна поља.

## Опште карактеристике
Језеро Ван је највеће алкално језеро на свету. Његова вода се не користи за пиће ни за наводњавање. Састоји из плићег северног и пространијег и дубљег јужног дела. Највећа дубина северног дела износи 100 метара. Ниво воде варира до 50 центиметара у зависности од годишњег доба. Током зиме је најнижи, а у јулу највиши због отопљавања снега са околних планина. Повремено се замрзава северна област језера, а цело језеро никад, услед високог салинитета. Северне обале су стрме и пуне литица, а јужне углавном еродиране равнице.
На језеру Ван се налазе острва Ахтамар, Ктуц, Артер и Лим. На сва четири острва су се некада налазиле цркве. На острву Лим се налази јерменска црква Светог Геворга, изграђена 1305. Данас је у рушевинама. На острву Ахтамар се налази добро очувана црква Сурб Хач (Свети Крст) из десетог века. Саградио ју је познати јерменски архитекта Манвел. Острво Ахтамар, које је било резиденција јерменских царева из династије Арцуни током 10. и 11. века, посећују туристи.

## Геологија
Језеро Ван је првенствено тектонско језеро, формирано пре више од 600.000 година путем постепеног слегања великог блока земљине коре услед померања на неколико главних раседа који пролазе кроз овај део источне Анатолије. Јужна ивица језера означава границу између метаморфних стена масива Битлис и вулканских слојева из неогеног и квартарног периода. Дубоки, западни део језера је базен у облику куполе који лежи у тектонској депресији формираној комбинацијом [[|нормалних и ударних пробоја и потискивања.
Близина језера до Карлиовом троструком чвору довела је до тога да се флуиди из Земљиног плашта накупљају у слојевима испод језера Ван, што је покренуло део његове геолошке еволуције. Северну обалу језера доминира стратовулканска планина Супхан. Широки кратер другог, успаваног вулкана, планина Немрут, налази се близо западног врха језера. У региону постоји хидротермална активност.
Током већег дела своје историје, све до плеистоцена, језеро Ван је имало отвор према југозападу. Међутим, ниво овог прага се временом мењао, јер је језеро блокирано узастопним протоцима лаве из вулкана Немрут западно ка равници Муш. Тај праг је временом бивао спуштен сулед ерозије.

## Састав воде
Средња сланоћа воде у језеру Ван је 22 ‰, што је ниже од средњег нивоа сланоће морске воде, која износи 35 ‰, мада у јужном делу језера постоји велики пад дубине виши од 100 м, где сланоћа воде достиже 67 ‰.
Вода језера Ван садржи калцијум карбонат (CaCO3). Содержај калцијума је око 4 mg/l.
Анионски низ: HCO3−·CO32− > Cl− > SO42−. Садржај кисеоника у води је 8 mg/l на површини, пада до 5 mg/l на дубини 75 метара, даље до 1,5 mg/l на дубини 400 метара.
|                                         | Садржај алкалија мэкв/л | Cl− мэкв/л | SO42− мэкв/л | Na+ мэкв/л | Mg2+ мэкв/л | Ca2+ мэкв/л | pH   |
| --------------------------------------- | ----------------------- | ---------- | ------------ | ---------- | ----------- | ----------- | ---- |
| На дубини 3 м                           | 151,2                   | 160,2      | 48,86        | 337,9      | 8,870       | 0,210       | 9,74 |
| На дубини 440 м                         | 155,8                   | 166,5      | 50,9         | 347,5      | 9,072       | 0,174       | 9,69 |
| Морска вода на површини (ради поређења) | 2,33                    | 546        | 56,6         | 468        | 106,2       | 20,6        | 8,24 |

## Културна историја
Према неким изворима, језеро има историју дугу 600 хиљада година. 
Најранији трагови боравка људи у области језера Ван потичу из времена палеолита. У неолиту су племена из области језера Ван већ познавала умеће топљења метала. Прва држава у области језера Ван, по свему судећи, била је Урарту, која је постојала од XI до VI века п. н. е. На обали језера, на месту савременог града Ван, у то време налазила се престоница Урарту, град Тушпа. И до данас се одржао седамдесеткилометарски канал за снабдевање Тушпе свежом водом, изграђен у доба урартског владара Менуа у VIII веку п. н. е. После пораза краљевства Урарту у сукобу са Асирцима у  VII веку п. н. е. оно постепено пропада и престаје да постоји у VI веке п. н. е. Остаци грађевина с надписима урартских царева Сардури I, Ишпуини, Менуа, Аргишти I сачувани су у области језера.
На смену Урарту после неког времена долазе древнојерменске државе, од којих је једна и држава Велика Јерменија, «земља три мора» (језера Ван, језера Урмија и језера Севан). На обалама језера и на његовим острвима сачували су се споменици јерменске храмовне и фортификационе архитектуре. Најпознатији и добро очуван споменик је црква Светог Крста (јерм. Սուրբ Խաչ), изграђена у X веку наше ере на острву Ахтамар. Недалеко од северо-западног приобаља језера налази се село Хацик (Хацекац), где се 361. године родио творац јерменског, грузинског и албанског алфавита Месроп Маштоц.
|                                                           | |
| Развалине урартске тврђаве, изграђене у IX веку пре н. е. | Црква Светог Крста, подигнута на острву Ахтамар од 915. до 921. године, у време јерменског властелина Гагике Арцруни. |

Током историје, Јерменија је проживљавала периоде самосталности и периоде под влашћу Партије и Римског царства.
У 11. веку долазе Селџуци на ово подручје. У истом веку престаје да постоји Краљевина Јерменија. Област је до XIX века била део Османског царства.
По окончању Првог светског рата Османска империја се почела распадати, на власт је дошла младотурска влада, која је у време 1915—1918. године делимично иселила, делимично сатрала јерменско становништво (види Геноцид над Јерменима). Данас у области Вана углавном живе Курди, и нешто Киргиза дошавших из Авганистана по позиву турске владе.
Може се рећи да је историја ове области испуњена многобројним пресељавањима и освајањима, због којих многа историјска питања остају предметом расправе. Осим тога, сагласно последњим генетичким истраживањима Курди, Турци и Јермени су генетички веома блиски народи.
|                                                                                   |                             |                                                      |                                                                       |
| Јерменски манастир Нарекаванк, на јужној обали језера Ван (разваљен 1951. године) | Хачкари на обали језера Ван | Јерменски манастир Светога Јована на острву Чарпанак | Развалине јерменског манастира Светога Георгија на острву Гадир (Лим) |

## Живи свет
У језеру живи риба chalcalburnus tarichi. Иначе слатководна, адаптирала се на услове које језеро пружа. Једина је досад потврђена врста рибе која живи у језеру. Уједно је и ендемска врста.

## Подводна тврђава
Проучавајући сталагмитске димњаке под водом, турски истраживачи су 2017. открили урартску тврђаву која је изграђена у периоду од 9. до 6. века п. н. е. То указује да је ниво воде у далекој прошлости био знатно нижи. Делови зидова који се могу видети високи су око 3, 4 метра. Простире се на нешто мање од једног километра. Претпоставља се да је тврђава добро очувана због алкалне средине.

## Занимљивости
Селo Хоргом на обали језера завичај је чувеног америчког сликара јерменског порекла Аршила Горког (Востаник Адојан).
Језеро Ван су у прошлости људи звали „Горњим морем”, што указује на то колико је пространо.

## Галерија
- Поглед на језеро
- Поглед на јужну обалу и планине Источног Тавра
- Поглед на језеро са острва
- Спољашњост цркве Сурб Хач
- Источнa фасада Цркве Светог Крста; цар Гагик је приказан у средишњем медаљону изнад Адама[17].
- Саак и Хамазасп Арцруни, јужно прочеље Цркве Светог Крста, Агтамар